# Hieracium bertilssonii
Hieracium bertilssonii es una especie de planta con flor del género Hieracium, de la familia Asteraceae, orden Asterales.

## Distribución
Hieracium bertilssonii se distribuye por Suecia.

## Taxonomía
Fue descrita científicamente por T. E. Nilsson. Fue publicada en Nordic J. Bot. 34: 269 (2016).